# Shura Cherkassky
Shura Cherkassky (Ruso: Александр (Шура) Исаакович Черкасский; transliteración: Aleksandr Isaakovich Cherkassky, 7 de octubre de 1909-27 de diciembre de 1995) fue un pianista clásico estadounidense conocido por sus interpretaciones del repertorio romántico. Su manera de tocar estuvo caracterizada por una técnica virtuosa y una tonalidad del piano muy cantábile. En sus últimos años, Cherkassky residió en Gran Bretaña.

## Años tempranos

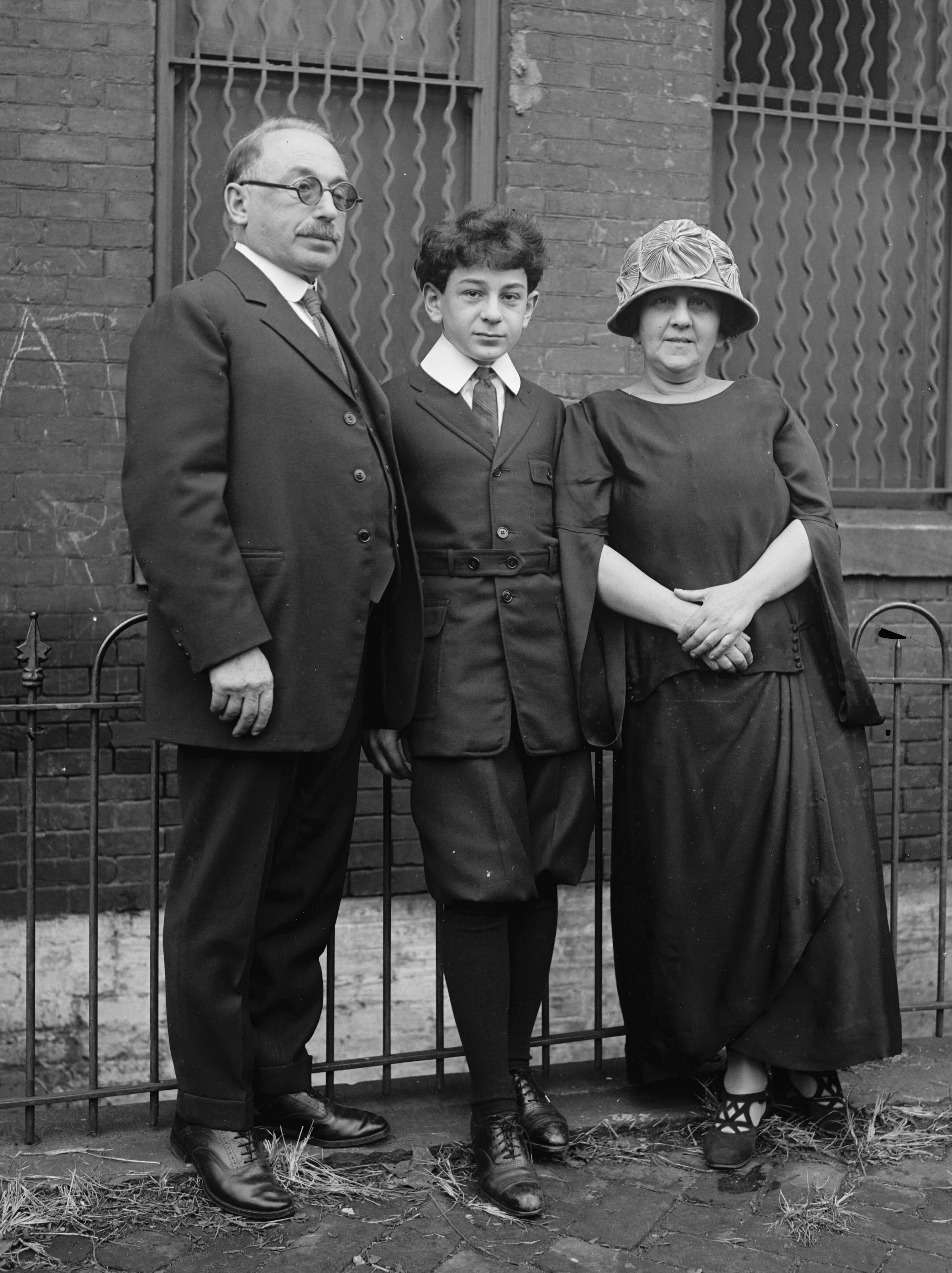
Shura Cherkassky con sus padres.

Alexander Isaakovich Cherkassky (Shura es el hipocorístico de Alexander) nació en Odesa, Imperio ruso (ahora en Ucrania) en 1909. Su familia emigró a los Estados Unidos para huir de la Revolución rusa.
Sus primeras lecciones de música fueron de su madre, Lydia Cherkassky, quién había tocado para Chaikovski en San Petersburgo. También enseñó al pianista Raymond Lewenthal. En los Estados Unidos, Cherkassky continuó sus estudios de piano en el Instituto de Música Curtis bajo Josef Hofmann. Antes de estudiar con Hofmann, Cherkassky hizo una audición para Serguéi Rajmáninov, quien le aconsejó dejar de actuar al menos dos años, cambiar la posición de sus manos en el teclado y cambiar su estilo pianístico. En cambio, Hofmann sugirió a Cherkassky que tendría que continuar dando conciertos y esta asociación larga con el público significó que Cherkassky se sintiera siempre cómodo ante una audiencia. Hofmann también le recomendó que practicase cuatro horas todos los días y Cherkassky hizo esto durante su toda vida religiosamente, manteniendo un repertorio extenso (del barroco a Berio). Sus estudios y sesiones con Hofmann continuaron hasta 1935. Mientras tanto empieza su carrera mundial con viajes a Australia, Nueva Zelanda, el Lejano Oriente, Rusia y Europa.
Cherkassky actuó activamente hasta el fin de su vida y muchos de sus mejores registros fueron hechos en las condiciones de concierto en vivo.

## Los años de California
En los años 40 Cherkassky se trasladó a California. Apareció en el Hollywood Bowl con directores como Sir John Barbirolli y Leopold Stokowski y tocó en la banda sonora (Beethoven sonata Appassionata) para la película de Bette Davis, de 1946, Engaño. Tocó las tres Piezas de Petroushka de Stravinsky para el compositor, quién le aconsejó utilizar el pedal para algunos pasajes fuertes, para obtener un efecto especial particular. Los conciertos fueron infrecuentes para Cherkassky en California durante Segunda Guerra Mundial.

## Los años de Londres
En 1946 se casó con Eugenie Blanc, pero se divorció dos años más tarde. También en 1946 tuvo un gran éxito en Hamburgo con la obra de Rajmáninov  Rapsodia sobre un Tema de Paganini bajo la dirección de Hans Schmidt-Isserstedt. Este concierto tuvo como resultado para Cherkassky el aumento de su popularidad en Alemania y Austria (Salzburg Festival), la cual duró hasta el fin de su vida y le confirmó como uno de los más importantes pianistas de su época. Después de su recital en el Wigmore Hall, de 27 de marzo de 1957, su carrera se acelera en el Reino Unido y, siguiendo a la muerte de su madre en Niza, en 1961, se instala en Londres, donde vive en el White House Hotel hasta su muerte, en 1995.

## Algunas Giras
Su carrera continuó floreciendo con apariciones en los locales de concierto más grandes del mundo: el Concertgebouw en Ámsterdam, la Herkulessaal en Múnich, la Philharmonie en Berlín, el Musikverein en Viena, el Théâtre des Champs-Élysées, Kolonnyj zal Kiev, Reduta Bratislava, el Suntory Hall en Tokio y también con los directores y orquestas grandes de todo el mundo. Cherkassky amaba la espontaneidad y tenía aversión a un rendimiento estándar fijado, lo que significó que algunos directores eran reticentes a trabajar con él. Con Cherkassky no había ninguna garantía de que lo que fue acordado en el ensayo pasaría al concierto. Cherkassky siguió actuando después de los 70 años y solo en las últimas décadas de su vida fue reconocido como uno de los más grandes pianistas, un genio creativo que unía espontaneidad, belleza de sonido y las caleidoscópicas posibilidades del piano.
Cherkassky murió en Londres, a la edad de 84 años, el 27 de diciembre de 1995. Está enterrado en Highgate Cementery de Londres, Inglaterra.

## Registros
En siete décadas de su carrera de concierto, empezando en los años 20, Cherkassky hizo un gran número de registros para RCA Victor, Vox, Cupol, HMV, DG (los registros de concierto de Chaikovski famosos), Tudor, Nimbus y Decca (BBC 'live'). Hizo sus últimos registros a la edad de 83 años, en mayo de 1995, siete meses antes de su muerte.  Estos eran una selección de piezas de Rajmáninov para hacer de rellenos de su registro del Concierto del Piano Núm. 3 del mismo autor, que hizo el año anterior.

## Discografía

### Publicaciones para Leyendas de la BBC
- Shura Cherkassky - Chopin (BBCL 4057-2)
- Shura Cherkassky - Rajmáninov Concierto de piano 3, Prokófiev Concierto de Piano 2 (BBCL 4092-2)
- Shura Cherkassky / Sir Georg Solti - Chaikovski, Músorgski, Cherkassky, Rimski-Kórsakov (BBCL 4160-2)
- Shura Cherkassky - Rameau, Beethoven, Mendelssohn, Chopin, Scriabin, Chaikovski, Liszt (BBCL 4185-2)
- Shura Cherkassky - Handel, Brahms, Berg, Prokófiev, Chopin (BBCL 4212-2)
- Shura Cherkassky - Concierto de Piano núm. 5 de Beethoven, Gershwin Concierto de Piano (BBCL 4231-2)
- Shura Cherkassky - Mendelssohn, Schubert, Schumann, Chaikovski arr. Rajmáninov, Schumann arr. Tausig (BBCL 4254-2)

### Publicaciones para Decca
- Kaleidoscope - Piano Encores
- Rajmáninov - Concierto de piano núm. 3 y otros

#### Shura Cherkassky Series en vivo para Decca
- Vol. 1 - Schubert . Chopin  (433 653-2 DH)
- Vol. 2 - Recital del 80 Cumpleaños del Carnegie Hall  (433 654-2 DH)
- Vol. 3 - Encores  (433 651-2 DH)
- Vol. 4 - Chopin: Sonatas 2 & 3  (433 650-2 DH)
- Vol. 5 - Liszt  (433 656-2 DH)
- Vol.6 - Schumann  (433 652-2 DH)
- Vol.7 - Stravinsky, Scriabin, Ravel, etc.  (433 657-2 DH)
- Vol.8 - Rajmáninov, Brahms, etc.  (433 655-2 DH)
- Anton Rubinstein - Concierto del Piano 4, Op. 70 + Encores  (448 063-2 DH)

### Publicaciones para Deutsche Grammophon
- Chaikovski - Conciertos de piano Nos. 1 & 2  (457 751-2)
- Chopin - Polonesas

### Publicaciones para Marfil Classics
- Shura Cherkassky - Los Registros Históricos de los años 40 (2-CD Conjunto)  (CD-72003)
- Shura Cherkassky - Recital de San Francisco de 1982  (CD-70904)

### Publicaciones para Nimbus
- Shura Cherkassky (1909–1995) - trabajos para piano solo de Chopin, Mussorgsky, Berg, Bernstein, Brahms, Schumann, Beethoven, Liszt, Stravinsky, Grieg y Rajmáninov (6-CD Conjunto) (NI 1733)
- Chopin, Liszt - Sonatas (NI 7701)
- El Arte del Bis (NI 7708)
- Shura Cherkassky (1909–1995) - trabajos para piano solo de Chopin, Mussorgsky, Berg, Bernstein, Brahms, Schumann, Beethoven, Liszt, Stravinsky, Grieg y Rajmáninov (7-CD Conjunto) (NI 1748)

### Otras Publicaciones
- Rajmáninov Piano Concertos Nos 2 & 3, Live Gothenburg 1970, 1968 (Cembal d'amour CD155)
- Dúo-Art piano roll 66919, Liebeswalzer Op.57, No.5 Moszkowski (The Aeolian Company)
- The Young Shura Cherkassky  (Biddulph)
- Piano Masters:- Vol.17: Shura Cherkassky  (Pearl GEM 0138)
- Shura Cherkassky plays Liszt  (Testament SBT 1033)
- Shura Cherkassky (Two Volumes)  (Phillips Great Pianists of the 20th Century series)
- Debussy, Clair de Lune, Shura Cherkassky, 1993  (ASV Platinum PLT 8505)
- Shura Cherkassky 'The complete HMV stereo recordings' (2CDs) (First Hand Records FHR04) - Winner of the International Piano Awards "Best Reissue/Vintage Recording of 2009". Diapson D'OR, 10/2010
- Shura Cherkassky 'The Complete UK World Record Club Solo Recordings' (2CDs) (Guild Historical GHCD 2398/99)

## Enlaces
- Shura Cherkassky | Piano | a tribute to the legendary pianist: www.shura-cherkassky.info Archivado el 16 de abril de 2020 en Wayback Machine.

- Datos: Q713428
- Multimedia: Shura Cherkassy / Q713428